# Sisters of Avalon
Sisters of Avalon − piąty album studyjny amerykańskiej piosenkarki Cyndi Lauper, wydany w roku 1997.

## Lista utworów
1. "Sisters Of Avalon"
2. "Ballad of Cleo and Joe"
3. "Fall into Your Dreams"
4. "You Don't Know"
5. "Love to Hate"
6. "Hot Gets a Little Cold"
7. "Unhook the Stars"
8. "Searching"
9. "Say a Prayer"
10. "Mother"
11. "Fearless"
12. "Brimstone and Fire"
13. "Early Christmas Morning"
14. "Lollygagging"